# 1868 no teatro

## Nascimentos
| Data       | Nome           | Profissão          | Nacionalidade | Observações | Ref |
| ---------- | -------------- | ------------------ | ------------- | ----------- | --- |
| 1 de abril | Edmond Rostand | poeta e dramaturgo | França        | m. 1918     |     |

## Mortes
| Data         | Nome                               | Profissão  | Nacionalidade | Observações | Ref   |
| ------------ | ---------------------------------- | ---------- | ------------- | ----------- | ----- |
| 2 de outubro | António Joaquim da Silva Abranches | dramaturgo | Portugal      | n. 1810     | [ 1 ] |